# 兰特鲁姆
兰特鲁姆是德国石勒苏益格－荷尔斯泰因州的一个市镇。总面积13.69平方公里，总人口1645人，其中男性835人，女性810人（2011年12月31日），人口密度120人/平方公里。